# Філліпстон (Массачусетс)
Філліпстон (англ. Phillipston) — місто (англ. town) в США, в окрузі Вустер штату Массачусетс. Населення — 1726 осіб (2020).

## Демографія
Згідно з переписом 2010 року, у місті мешкали 1682 особи в 633 домогосподарствах у складі 477 родин. Було 802 помешкання
Расовий склад населення:
| - 96,6 % — білих - 1,2 % — чорних або афроамериканців - 0,5 % — азіатів |

До двох чи більше рас належало 1,4 %. Частка іспаномовних становила 2,3 % від усіх жителів.
За віковим діапазоном населення розподілялося таким чином: 23,0 % — особи молодші 18 років, 67,2 % — особи у віці 18—64 років, 9,8 % — особи у віці 65 років та старші. Медіана віку мешканця становила 42,7 року. На 100 осіб жіночої статі у місті припадало 102,9 чоловіків;  на 100 жінок у віці від 18 років та старших — 103,9 чоловіків також старших 18 років.
Середній дохід на одне домашнє господарство  становив 80 461 долар США (медіана — 75 893), а середній дохід на одну сім'ю — 85 624 долари (медіана — 83 015). Медіана доходів становила 59 091 долар для чоловіків та 39 773 долари для жінок. За межею бідності перебувало 5,9 % осіб, у тому числі 6,0 % дітей у віці до 18 років та 5,0 % осіб у віці 65 років та старших.
Цивільне працевлаштоване населення становило 807 осіб. Основні галузі зайнятості: освіта, охорона здоров'я та соціальна допомога — 29,7 %, виробництво — 13,6 %, будівництво — 11,2 %, роздрібна торгівля — 8,9 %.